# 阿杜尔河畔普雷沙克
阿杜尔河畔普雷沙克（法語：Préchac-sur-Adour，法語發音：[pʁeʃak syʁ aduʁ]）是法国热尔省的一个市镇，属于米朗德区。

## 地理
阿杜尔河畔普雷沙克（43°36'9"N, 0°0'11"W）面积4.37 平方千米，位于法国奧克西塔尼大區热尔省，该省份为法国西南部内陆省份，北起顺时针与洛特-加龙省、塔恩-加龙省、上加龙省、上比利牛斯省、大西洋比利牛斯省和朗德省接壤。
与阿杜尔河畔普雷沙克接壤的市镇（或旧市镇、城区）包括：卡斯泰尔诺里维埃巴斯、加利阿、瑞-贝洛克。

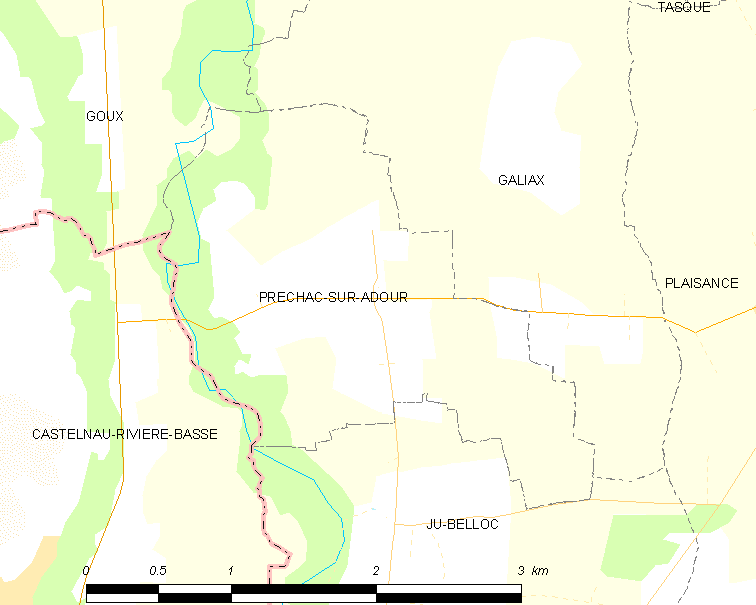
阿杜尔河畔普雷沙克的OSM定位图

阿杜尔河畔普雷沙克的时区为UTC+01:00、UTC+02:00（夏令时）。

## 行政
阿杜尔河畔普雷沙克的邮政编码为32160，INSEE市镇编码为32330。

## 政治
阿杜尔河畔普雷沙克所属的省级选区为帕尔迪亚克-下河县。

## 人口

1962-2008年间阿杜尔河畔普雷沙克人口变化图示

阿杜尔河畔普雷沙克于2022年1月1日时的人口数量为195人。